# Шорохово (Аскінський район)
Шо́рохово (рос. Шорохово, башк. Шорохов) — присілок у складі Аскінського району Башкортостану, Росія. Входить до складу Петропавловської сільської ради.
Населення — 122 особи (2010; 137 у 2002).
Національний склад:
- башкири — 60 %
- татари — 36 %